# La balada del sabater d'Ordis
La balada del Sabater d'Ordis és un llibre de poemes de Carles Fages de Climent, publicat l'any 1954, amb pròleg d'Eugeni d'Ors i amb il·lustracions i epíleg de Salvador Dalí, amic i company d'escola del poeta, amb qui ja Fages havia col·laborat en el seu primer llibre, Les bruixes de Llers, il·lustrat també per un encara desconegut Dalí. En el cas de La Balada, el dibuix i el quartet que va fer el pintor, estan datats el 1951, tres anys abans de la publicació del llibre.
La primera referència pública que hi ha de l'obra, és la lectura que a primers dels anys cinquanta se'n feu a l'Ateneu Barcelonès presentada per Vicenç Solé de Sojo, periodista i amic de l'escriptor.
L'obra se situa al poble d'Ordis (Alt Empordà) on hi havia viscut i mort el 1943 un sabater pegot anomenat Anton Iglésias qui, havent-se-li mort el fill i veure's abandonat per la muller, anà perdent el cap. I un dia deixa la feina, tanca la porta de casa i es lliura a córrer camins per la comarca.

## Sabater d'Ordis
El Sabater d'Ordis, caminant pels camins de l'Empordà, tot dirigint la tramuntana amb una canya, ha estat comparat amb el Quixot per Eugeni d'Ors, que va prologar el poemari de Fages. El sabater, però, va existir, es deia Anton Iglesias, i vivia en una casa prop de l'església d'Ordis. S'explica que era un bon sabater fins que un dia, el fill d'una masia important d'Ordis va matar el seu fill d'un tret fortuït. Sembla que durant un temps el sabater rebia uns diners perquè callés el fet. Tot i això, el sabater va canviar molt, barallant-se amb la seva dona fins que el va deixar. Va anar descuidant el seu ofici fins que un dia va començar a demanar menjar per les cases del poble. També hi ha gent gran de la comarca que recorda que els dijous que feia tramuntana, es col·locava a un cantó de la Rambla i dirigia el vent com si fos una orquestra. La casa del «Sabater d'Ordis», actualment, és la Casa de la Vila i ha estat restaurada.
| «                                                     | Parteix pel mig aquella tosca canya i en fa una Creu que endinsa un pam al sòl, la tramuntana esquerpa fa un udol i, tremolós, amb l'índex l'acompanya. (…) S'ajup, submís, i va acotxant-se amb l'ombra que el sol per ell retalla al jaç comú. No dorm, perquè ja el somni se l'endú pels vials d'or de l'estelada innombre | » |
| — Carles Fages de Climent, Balada del sabater d'Ordis | |   |

| «                                                     | Epitafi del Sabater d'Ordis Dorm, sabater: que l'art et faci noble com el filòsof grec o el frare caputxí que el lloc de la naixença adopten per padrí. Tu has donat fama a Ordis, el teu poble, amb ull d'atzur i canya de sinople. | » |
| — Carles Fages de Climent, Balada del sabater d'Ordis | |   |

## Estructura
L'obra està dividida en tres cants. En el primer, titulat «Els camins», es veu com el destí porta el Sabater a deixar el seu ofici i el seu poble, per a recórrer els camins de l'Empordà, dirigint la tramuntana amb una canya. Aquest és el que conté elements molt emblemàtics de l'Empordà: el paisatge de la plana, la tramuntana, la rambla de Figueres, els canyissars, les vinyes, Cadaqués, la sardana…
En el segon, "La passió», el pegot es fa vell i les seves gràcies provoquen l'escarni de la gent. Els records de la infantesa i del fill perdut es van fent més persistents, sent la temptació del suïcidi i un dia cau inconscient en l'herba humida.
En el darrer, "La mort», el poeta explica com el Sabater, al final de la seva vida, després d'haver caminat tots els camins, haver acceptat tots els escarnis i sentint pròxima la seva fi, torna al seu poble ungit per una profunda maduresa humana, per morir.